# Шамин, Роман Васильевич
Роман Васильевич Шамин — советский хозяйственный, государственный и политический деятель, Герой Социалистического Труда.

## Биография
Родился в 1915 году в селе Скрыльевка. Член КПСС с 1943 года.
С 1939 года — на хозяйственной, общественной и политической работе. В 1939—1977 гг. — в колхозе, участник Великой Отечественной войны, главный бухгалтер Долгоруковского совхоза, инструктор Пензенского обкома ВКП(б), директор каучуксовхоза № 45 Лунинского района, секретарь Телегинского райкома КПСС, директор совхоза «Титовский» Пачелмского района, директор совхоза «Большевик» Сердобского района, директор объединения «Свинпром» города Пензы.
Указом Президиума Верховного Совета СССР от 23 июня 1966 года присвоено звание Героя Социалистического Труда с вручением ордена Ленина и золотой медали «Серп и Молот».
Избирался депутатом Верховного Совета РСФСР 6-го и 7-го созывов.
Умер в Пензе в 1989 году.
Похоронен на Новозападном кладбище города Пензы.